# Rohov
Rohov är en ort i Tjeckien. Den ligger i den östra delen av landet, 260 km öster om huvudstaden Prag. Rohov ligger 242 meter över havet och antalet invånare är 614.
Terrängen runt Rohov är platt. Runt Rohov är det ganska tätbefolkat, med 134 invånare per kvadratkilometer. Närmaste större samhälle är Opava, 14,8 km sydväst om Rohov. I omgivningarna runt Rohov växer i huvudsak blandskog.